# گردنه دوراه
گردنه دوراه (انگلیسی: Dorah Pass) گذرگاهی است که استان بدخشان افغانستان را به ناحیه چترال در خیبر پختونخوا پاکستان متصل می‌کند.

## مشخصات
ارتفاع گردنه دوراه بیش از ۱۴۰۰۰ پا (۴۳۰۰ متر) است. در امتداد مرز دیورند قرار دارد و از رشته کوه هندوکش می‌گذرد. در پای این گذرگاه، دریاچه دوفرین قرار دارد که در محلی به نام حوض-دوره نیز شناخته می‌شود. طول این دریاچه تقریباً ۲ و سه چهارم مایل (۴/۴ کیلومتر) و عرض آن بیش از یک چهارم مایل (۰/۴کیلومتر) است.

## جنگ‌های افغانستان
گردنه دوراه در طول تهاجم شوروی به افغانستان اهمیت پیدا کرد زیرا شوروی قادر به کنترل سراسر این گذرگاه نبود. تقریباً تمام جمعیت مونجانی زبان افغانستان در طول جنگ در افغانستان از مرز به چترال گریختند.

## موقعیت
گردنه دوراه در پامیر، فلات مرتفعی قرار دارد و به «بام دنیا» نیز نامیده می‌شود که به پاکستان، افغانستان، تاجیکستان و چین می‌پیوندد.
گردنه دوراه یکی از چهار گذرگاه کوهستانی اصلی است که وارد چترال می‌شود. سه گذرگاه دیگر عبارتند از: گذرگاه بروغیل از ناحیه واخان بدخشان افغانستان، شاندور تاپ از گیلگیت و لواری تاپ از ناحیه دیر بالا هستند.